# Scala Dei
Scala Dei ("Scala di Dio"), anche chiamato Tractat de contemplació ("Trattato di contemplazione") è un'opera scritta in catalano da Francesc Eiximenis, probabilmente nel 1399, a Valencia e dedicata alla moglie del re Martino I di Aragona, la regina della Corona d'Aragona Maria de Luna, attenta lettrice di opere spirituali come il Liber di Angela da Foligno.

## Genesi
Alcune parti del Llibre de les dones, in particolare quelle del Trattato di penitenza e del Trattato di contemplazione, furono aggiunte al libro che Eiximenis probabilmente offrì, come riferito da Andreu Ivars, alla regina Maria de Luna in occasione dell'incoronazione sua e di suo marito Martino I di Aragona. Sappiamo che l'incoronazione del re ebbe luogo il 13 aprile 1399, e quella della regina il successivo 23 aprile.

## Contenuto
Il libro è composto da parti del Llibre de les dones; in aggiunta ai frammenti trascritti letteralmente dall'opera precedente, vi sono riassunti i capitoli 101 fino al 274 (relativi alle virtù teologali, alle virtù cardinali, ai dieci comandamenti, ai vizi capitali ed ai sensi), come indica l'erudito Curt Wittlin. Questo libro appartiene al genere dei devozionari, un genere letterario molto popolare nel tardo Medioevo, in particolare fra le classi alte.

## Edizioni
- Edizione nella Biblioteca Virtual Joan Lluís Vives (Biblioteca Virtuale Joan Lluís Vives) del Ms. 88 del Fondo di Riserva della Biblioteca della Università di Barcellona. (CA)
- Edizione nella Memòria Digital de Catalunya (Memoria Digitale della Catalogna) della edizione incunabola di Diego de Gumiel (Barcellona, 27 ottobre 1494).
- Scala Dei. Barcelona. PAM. 1985. 100. Trascrizione del manoscritto antico (Ms. 92 della Biblioteca Nacional de España) e nota preliminare e finale da Curt Wittlin. Versione al catalano moderno da Elisabet Ràfols.
- Opere complete di Francesc Eiximenis (in catalano ed in latino).